# PZL.38 Wilk
PZL.38 Wilk (PZL-38) – prototyp polskiego samolotu wielozadaniowego konstrukcji inżyniera Franciszka Misztala, opracowany i wyprodukowany w Państwowych Zakładach Lotniczych w roku 1937.

## Historia

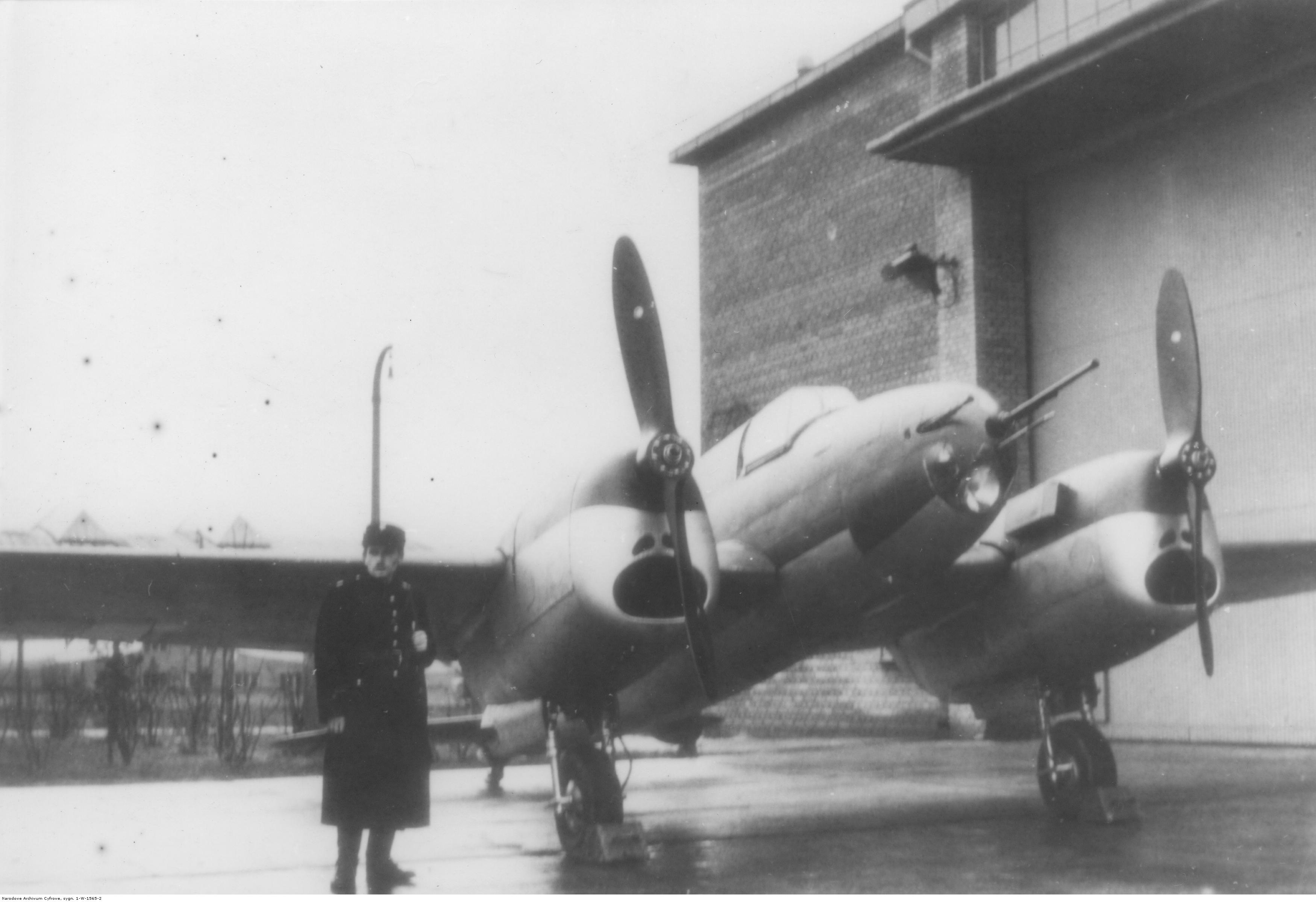
Pierwszy prototyp PZL.38/I

Samolot zaprojektowano w odpowiedzi na złożone w roku 1934 przez polskie lotnictwo wojskowe zamówienie na nowy, wielozadaniowy samolot pościgowy z założeniem możliwości przenoszenia pod jego kadłubem jednej bomby 300 kg. W wewnętrznym konkursie PZL wygrał projekt inżyniera Misztala. Konstrukcję oznaczono symbolem PZL.38 Wilk i wykorzystano w niej profil aerodynamiczny bardzo udanego bombowca PZL.37 Łoś. 
Napęd płatowca miały stanowić opracowywane w Polskich Zakładach Škody, dwa nowe, wysilone i zaawansowane technicznie silniki rzędowe w układzie odwróconego V, chłodzone powietrzem 8-cylindrowe PZL Foka, konstrukcji inżyniera Stanisława Nowkuńskiego. PZL.38 w polskim lotnictwie miał pełnić rolę myśliwca zwalczającego samoloty bombowe wroga (stąd nazwa pościgowy), przy zachowaniu dużej manewrowości, co pozwalałoby na obronę przed myśliwcami wroga. Miał w pełni zastąpić samolot PZL P.11 oraz podjąć inne zadania bojowe, wynikające z jego możliwości. Tym samym Wilk miał być pierwszym polskim samolotem wielozadaniowym. Prace nad tym fundamentalnym dla polskiego lotnictwa wojskowego samolotem uległy spowolnieniu w wyniku tragicznej śmierci inżyniera Nowkuńskiego, który zginął w Tatrach 30 lipca 1936 roku. Pozbawiony konstruktora zespół pracujący nad silnikiem Foka, nie potrafił rozwiązać wielu napotkanych problemów technicznych, głównie powodowanych dużym wysileniem silnika. Wobec przegrzewania się, trudności z uzyskaniem zakładanej mocy i silnych wibracji polskiego silnika, postanowiono zastosować silnik zagraniczny o podobnych osiągach. Problemem była też zwiększona w stosunku do projektu masa własna samolotu, w tym szczególnie masa płata. 
W roku 1937 zbudowano dwa prototypy Wilka, w tym jeden z amerykańskimi silnikami Ranger SGV-770B o podobnej do Foki mocy ok. (420 KM), ale większej masie. Prototyp ten oblatano w roku 1938 uzyskując niezadowalające osiągi. W tym samym roku przygotowano drugi egzemplarz wyposażony we właściwy silnik PZL Foka. W 1938 wystawiono go na salonie lotniczym w Paryżu, gdzie wzbudził podziw i został okrzyknięty „najładniejszym” samolotem salonu. Drugi prototyp został oblatany na początku roku 1939, uzyskując na niskiej wysokości prędkość 400 km/h, co stanowiło o fiasku koncepcji. W przygotowaniach była rozwojowa wersja silnika PZL Foka o zwiększonej o 50% pojemności skokowej i 12 cylindrach, przygotowanie tej wersji silnika prowadził inż. Jan Oderfeld. Ukończenie projektu uniemożliwił wybuch II wojny.
Konstrukcyjnie samolot okazał się cięższy niż przewidywał projekt i jego osiągi były niższe od obliczeniowych. Rosnące moce silników lotniczych spowodowały, iż zaczęto opracowywać ewolucyjną wersję samolotu PZL.38 Wilk, jakim był PZL.48 Lampart i wstępne studium dalszego rozwinięcia PZL.54 Ryś.

## Służba w lotnictwie
Samolot ten nigdy nie wyszedł poza stadium prototypu i tym samym nigdy nie trafił do produkcji oraz służby w lotnictwie. Od 1940 roku w Berlińskim Muzeum Komunikacji i Techniki wystawiany był pierwszy prototyp PZL.38. W 1944 roku zbiory muzeum zostały ewakuowane na wschód i w trakcie działań wojennych zniszczone.

## Opis konstrukcji
Całkowicie metalowy (duralowy) wolnonośny dolnopłat o półskorupowej konstrukcji kadłuba. W konstrukcji kadłuba zastosowano wzmocnione wręgi usztywniające konstrukcję i zapobiegające jej deformacji podczas ewentualnego kapotażu. Skrzydła trójdzielne, przy czym środkowa część płata konstrukcji dwudźwigarowej stanowiła całość z kadłubem, a część zewnętrzna była konstrukcji kesonowej opatentowanej przez dr inż. Franciszka Misztala (patent nr 16585). Płaty i powierzchnie sterowe pokryto blachą. Skrzydło było w pełni zmechanizowane z automatycznymi slotami i klapami krokodylowymi, pełniącymi również przy wychyleniu o kąt 55° rolę hamulca aerodynamicznego.
Podwozie samolotu klasyczne dwukołowe chowane z płozą ogonową. Usterzenie pionowe podwójne. Kabina załogi dwumiejscowa, zamknięta.
Uzbrojenie strzeleckie stanowiły dwa karabiny maszynowe PWU wz. 36 kalibru 7,9 mm i działko FK model D kalibru 20 mm umieszczone w dziobie samolotu, oraz dwa sprzężone karabiny maszynowe PWU wz. 37 kalibru 7,9 mm na stanowisku tylnego strzelca. Możliwe było również podwieszenie na wyrzutniku pod kadłubem bomby o masie 300 kg.
Napędem docelowym miały być dwa 8-cylindrowe silniki widlaste w układzie odwróconego V chłodzone powietrzem PZL Foka o mocy 420 KM każdy.
Czasami PZL.38 występuje pod nazwą PZL P.38 co jest błędnym oznaczeniem, litera „P” była rezerwowana dla konstrukcji autorstwa inżyniera Zygmunta Puławskiego (np. PZL P.11).

## Wersje
- PZL.38/I – samolot myśliwski, prototyp.
- PZL.38/II – samolot myśliwski, drugi prototyp.